# 香港節小姐競選
香港節小姐競選（英語：Miss Festival of Hong Kong contest）是香港政府在舉辦香港節期間的一個選美盛會，作為香港節的壓軸節目，於1969、1971及1973年共舉辦了三屆，並由麗的映聲主辦及現場電視轉播。

## 歷史背景
1967年香港發生持續達半年的六七暴動，鬥委會在新華社香港分社支持下先在5月發起騷亂，到7月在香港發起多宗炸彈襲擊，並且利用左派中學學生在學校實驗室製造土製炸彈，其恐襲導致包括兒童及學生在內的市民被炸死，在此期間香港市民人心惶惶。香港政府在同年12月平息這場導致51人喪生的暴動後，進行深入檢討，除了加強官民之間的溝通外，為加強香港社會的凝聚力及歸屬感，香港政府決定在1969年籌辦香港節，透過舉辦面向市民大眾的大型盛事與民同樂，期望能夠為全香港市民，特別是年青人帶來歡樂、輕鬆及享受的氣氛。首屆香港節耗資400萬港元，同時得到工商界贊助。為配合不同年齡及階層市民的喜好，因此香港節的節目繁多，包羅萬象，既有競技比賽，也有藝術展覽，不但在商業中心區舉行大型巡遊及在體育場館舉辦集體競技，也在香港各區舉辦地區性的文娛表演及手工藝工作坊，而且很多節目都是免費，務求讓香港每位市民都找到自己感興趣的節目，將香港節辦到全民參與。首屆香港節於1969年12月9日開幕，11月起維多利亞港兩岸的主要街道張燈結彩。在香港節舉行的7天期間舉辦了470項多文娛、體育及藝術活動，除了在彌敦道舉辦盛大花車巡遊及在中環皇后像廣場舉行嘉年華，也有舞蹈、舞獅和舞龍等表演，也舉辦了古董、花卉及手工藝展覽，還舉行了多項運動比賽，讓全香港市民一同參與，同時透過香港節宣傳「清潔香港」等訊息，而在12月14日晚上舉行的香港節小姐競選更是萬眾矚目，成為香港節的重頭戲，當晚勝出的佳麗將會擔任「親善大使」，代表香港到外國出席博覽會等活動，宣揚香港是「東方之珠」的美譽。
香港政府原本計劃在1975年舉辦第四屆香港節，但因為受到第一次石油危機等因素的影響，1974年香港經濟轉差，政府在1974年準備籌辦下年的香港節時，工商界對於提供贊助不若以往三屆積極，政府在1974年12月的內部討論中已計劃將原定於1975年11月舉辦的香港節延期，而在1975年11月動工的香港地鐵，連同建築中的萬宜水庫、屯門公路及開發新市鎮等多項基建工程，以及已經啟動的十年建屋計劃，均需要政府提供大量資金支持，政界及商界亦有意見認為此時不應為辦幾天全民歡樂派對而花費大筆公帑，而且之前的三屆香港節已達到加強官民關係的效果，所以第四屆香港節最後也沒有舉辦，香港節小姐競選也因此歷來只舉辦過三屆。

## 第一屆（1969年）

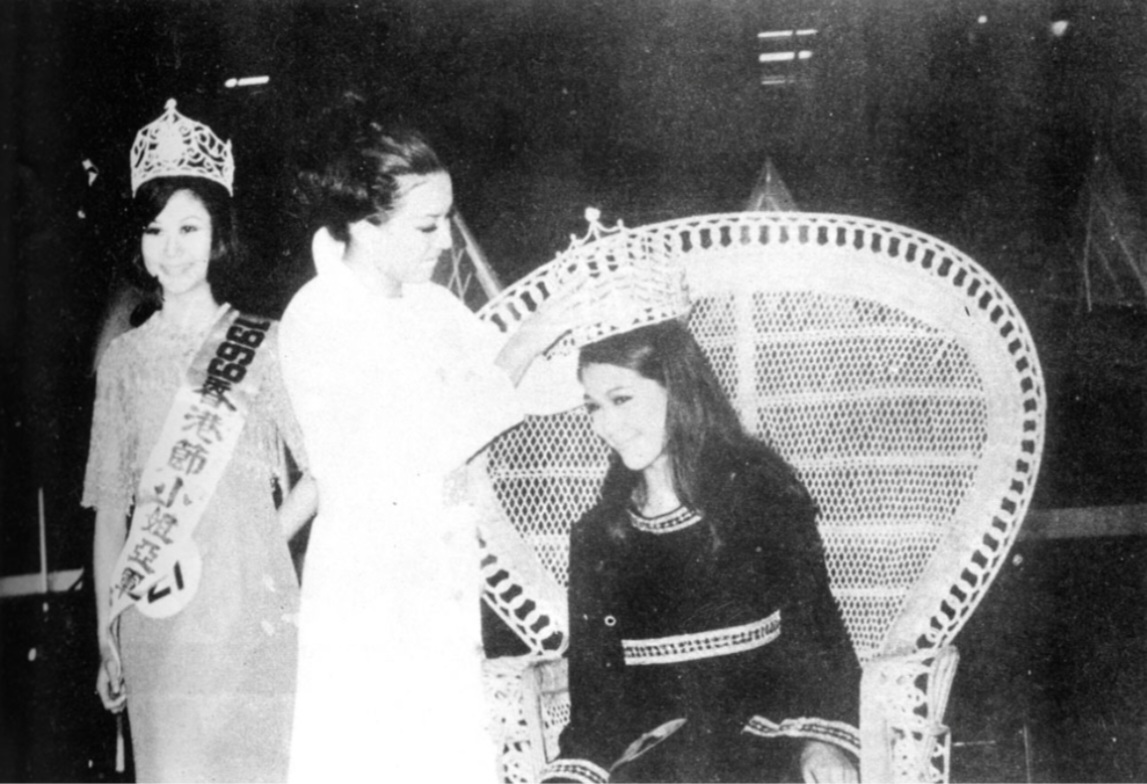
第一屆香港節小姐冠軍關文慧由邵氏影星何莉莉加冕冠軍后冠

第一屆香港節小姐競選決賽於1969年12月14日的中區嘉年華舉行，當晚中環皇后像廣場成為選美會場。選美由麗的映聲主辦，並得到芝柏表、露華濃等公司的贊助，是香港節的壓軸節目之一。當屆獲得冠軍的佳麗將會成為香港親善大使到日本大阪出席1970年世界博覽會，報名資格為18至25歲女性，截止報名日期定於11月25日。12月4日晚上9時在電視大廈麗的呼聲中文電視台的「日月爭輝」電視節目中舉行初賽。決賽於12月14日晚上11時舉行，主辦單位麗的映聲（亞洲電視前身）提供實地電視轉播。黃霑和狄娜擔任決賽司儀。選美會有大量現場觀眾，萬頭湧動，場面熱鬧。首屆香港節小姐由任職於IBM公司，同時以業餘身份在香港電台主持節目的4號佳麗，芳齡20歲的關文慧艷壓群芳奪得第一名，由邵氏女影星何莉莉加冕為第一屆香港節小姐冠軍。亞軍是年齡21歲的黃芍華，而季軍是芳齡23歲的黃艷虹。

## 第二屆（1971年）

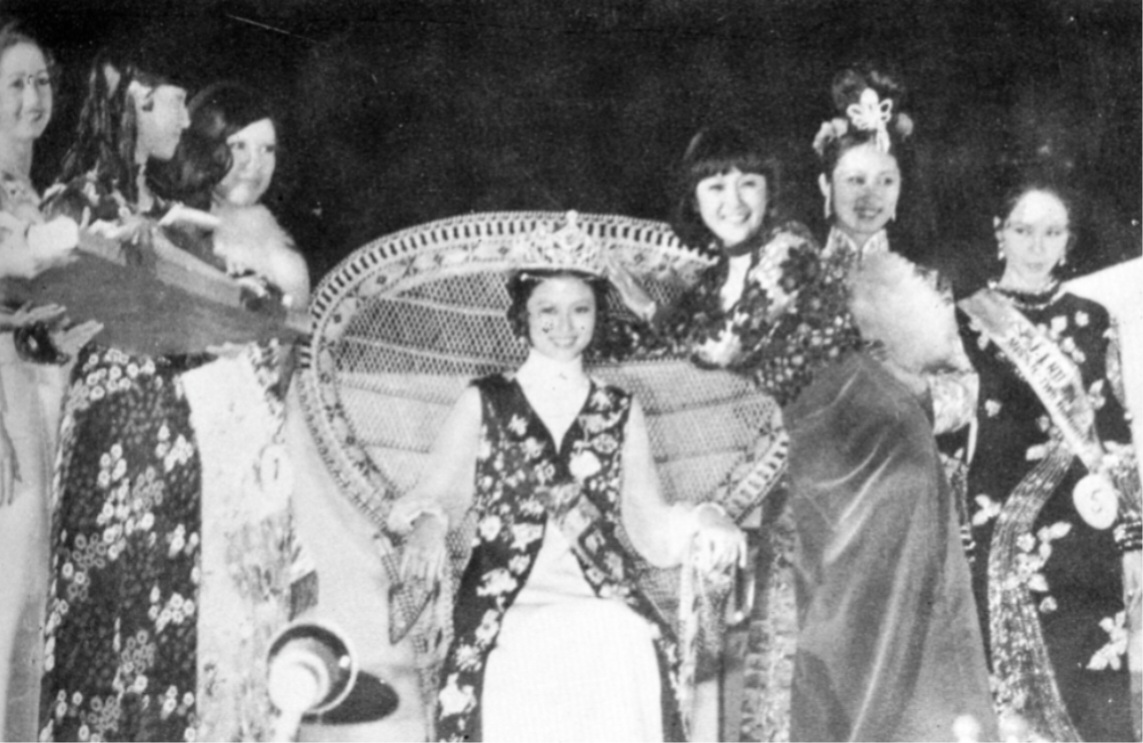
1971年亞洲影展影后甄珍為第二屆香港節小姐冠軍鄒寶珊加冕后冠

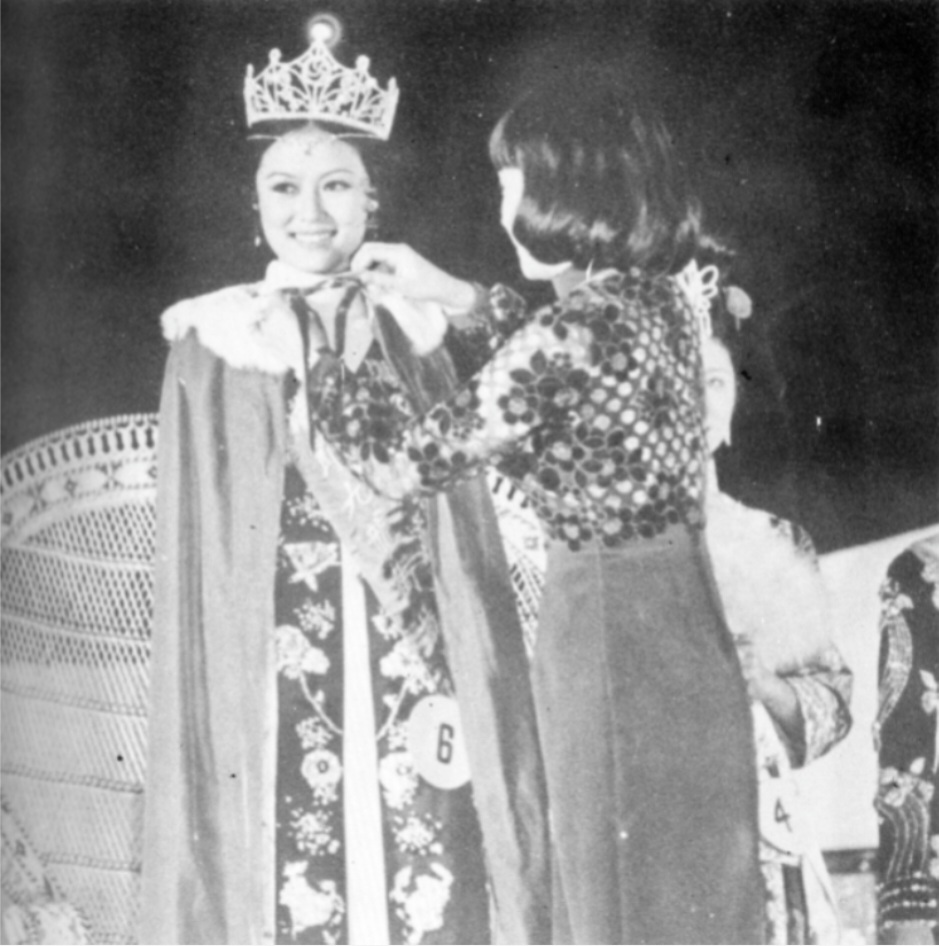
頒獎嘉賓甄珍為第二屆香港節小姐冠軍鄒寶珊披上香港節小姐冠軍袍

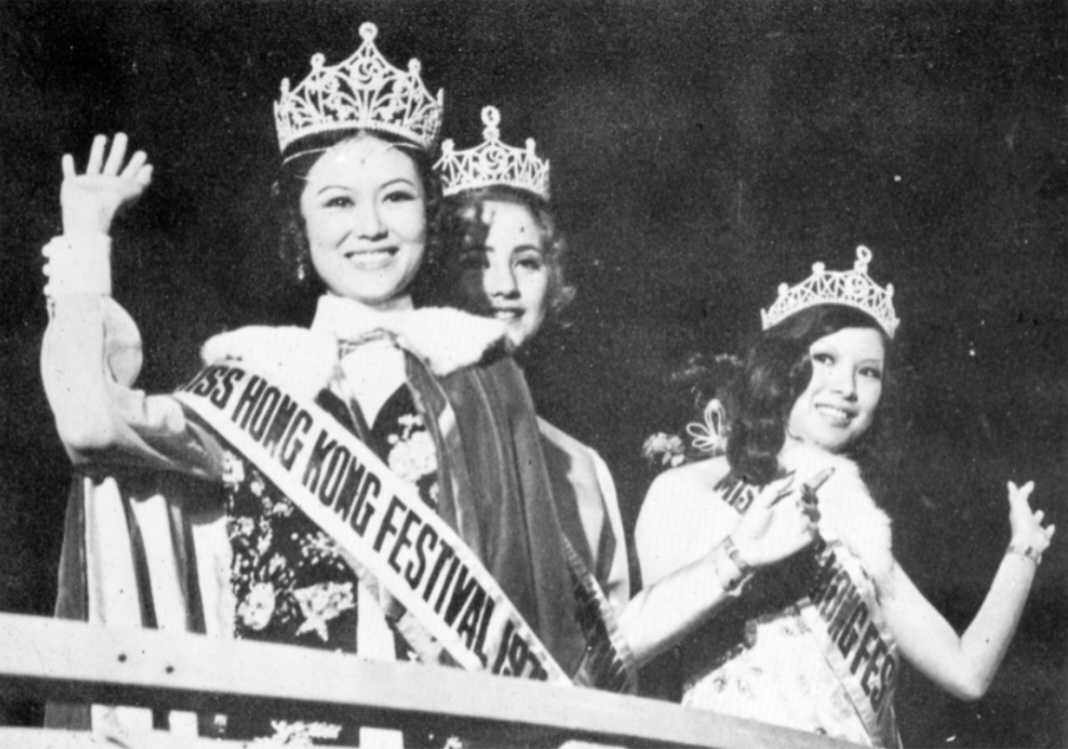
第二屆香港節小姐冠軍鄒寶珊（左）與亞軍愛芙麗絲（中）、季軍梁蘭思（右），一同接受現場觀眾及嘉賓的祝賀

第二屆香港節小姐競選決賽於1971年12月5日在中區嘉年華會中舉行，會場也和首屆一樣在中環皇后像廣場，司儀也是由黃霑和狄娜擔任。這屆香港節小姐由麗的映聲主辦，並由永安公司、國泰航空、綺年華表及金利來贊助。這屆競選分為預賽、準決賽及決賽，採取分區提名，參賽資格為18至23歲女性。由於參賽者需經由分區提名，故此不接受個人直接報名，而是向註冊社團、街坊會或工商業機構提交報名，並由該等機構及組織向主辦單位進行提名登記，同時候選佳麗需要具備中學程度的教育水平，並且在香港已居住不少於一年，也需要對香港的事物有相當的認知。本屆競選得到香港旅遊協會的支持，冠軍將成為「香港親善大使」，並可得到價值1萬港元的獎品，包括由國泰航空送出多張香港往來各大遠東城市的機票，以便這位「親善大使」可順利履行到海外宣傳香港的義務。預賽在11月10日在電視台進行，然後在摩士公園舉行準決賽，在準決賽晉級的佳麗於12月5日參加在皇后像廣場舉行的決賽。
第二屆香港節小姐競選的冠軍得主是鄒寶珊，她是保濟丸派出的代表，由九龍街坊會提名，亞軍是香港上海滙豐銀行提名的愛芙麗絲，季軍是旺角攝影會提名的梁蘭思，而香港電台提名的黃哲堅及冠南華禮服提名的叢愛麗分別得到第四名和第五名。在12月6日晚上舉行的九龍花車巡遊中，香港節小姐的冠、亞、季軍聯同街坊小姐代表登上港九各區街坊協進會的花車參加巡遊。鄒寶珊當選香港節小姐後於當月在黃大仙護養院及廣華醫院出席探訪病人及派送禮物的活動，她其後於1972年2月19日以「香港親善大使」的身份乘坐國泰航空安排的航班抵達新加坡訪問三天，為香港旅遊協會宣傳香港旅遊業，她之後前往印尼雅加達、日本及澳洲等地繼續推廣香港的工作。鄒寶珊又到泰國曼谷與國泰航空及香港旅遊協會的東南亞代表見面，並且出席當地的招待會及會見當地的旅行社代表和旅遊業界人士。

## 第三屆（1973年）

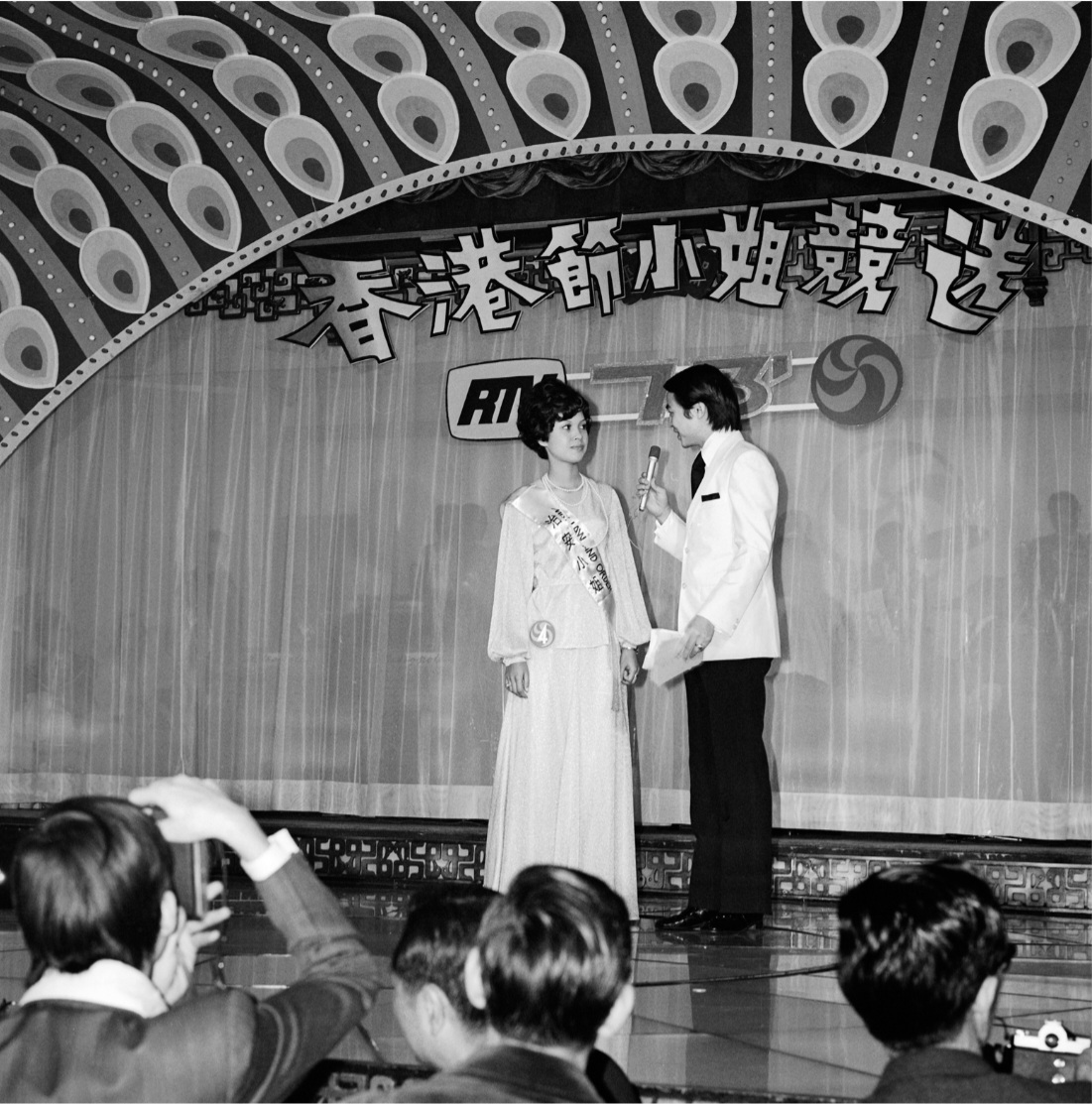
第三屆香港節小姐競選準決賽由麗的電視（RTV）主辦及廣播，「治安小姐」正在回答司儀的提問

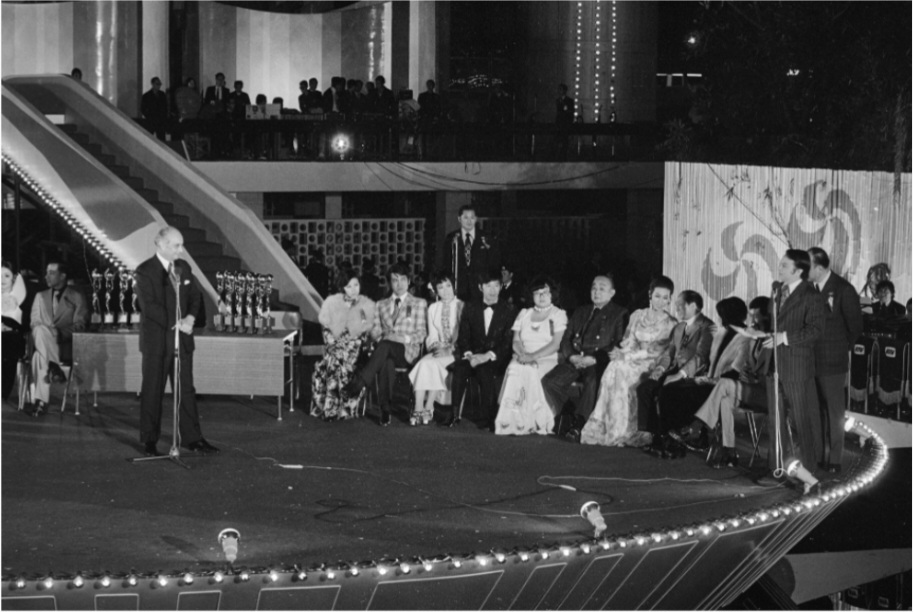
第三屆香港節小姐競選於1973年12月1日在中環皇后像廣場舉行決賽，有嘉賓在台上列席觀賽

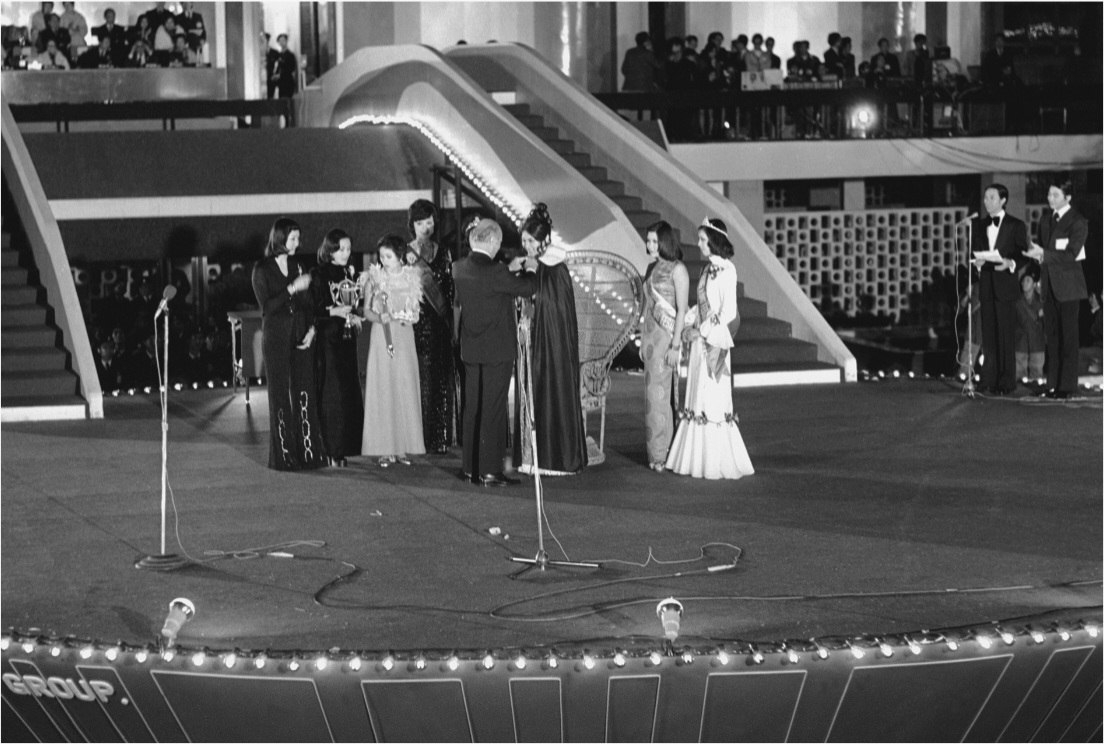
第三屆香港節小姐競選加冕儀式

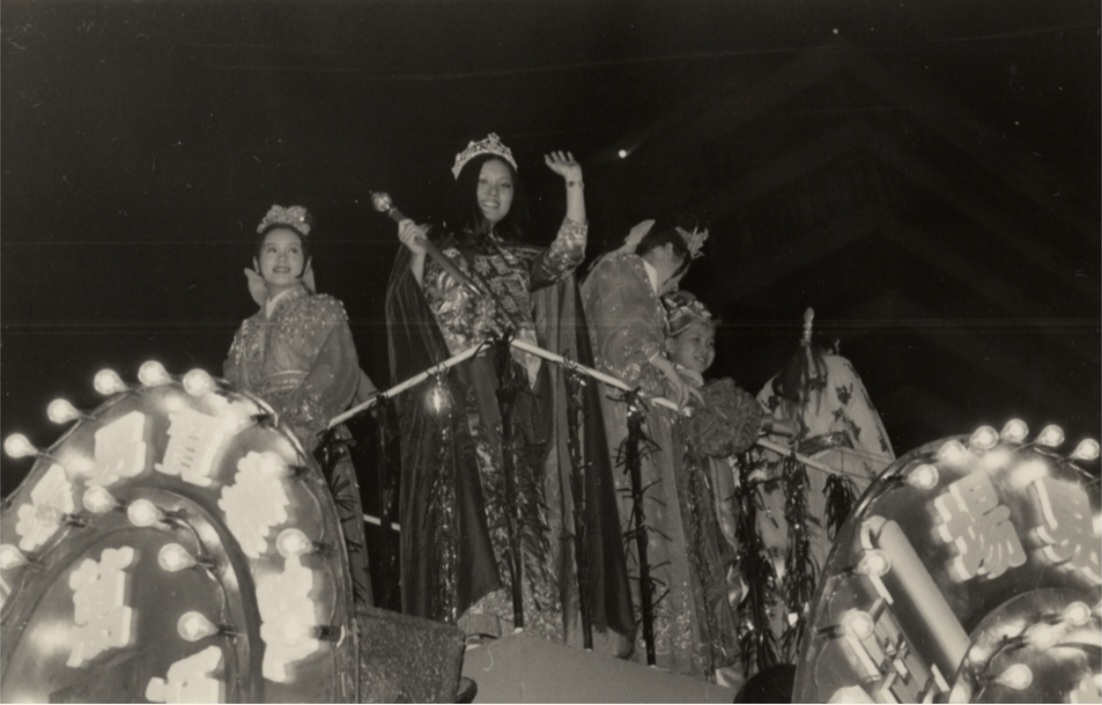
第三屆香港節小姐競選冠軍雷夢娜（手握權杖者），於1973年12月2日晚在彌敦道舉行的香港節花車巡遊中，登上金銀業貿易場的「萬寶源流」花車參加第三屆香港節花車巡遊及接受觀眾祝賀

第三屆香港節小姐競選於1973年11月舉辦，由麗的電視主辦，並由永安公司、國泰航空、芝柏表及露華濃等公司提供贊助。參賽資格為18至23歲的未婚女性，具有中學五年級的教育程度，不限國籍，但需要在1973年9月1日前在香港居住不少於一年，需要對香港事物有相當的認知。這屆也和上屆一樣不接受個人直接報名，有意參賽的小姐需要向東區婦女會、西區婦女會或九龍婦女會遞交個人報名表，或經由工商業機構或註冊社團提名參加。向婦女會遞交個人報名表的截止日期定於10月31日，由工商業機構或註冊社團提名參賽的截止日期則為11月5日。向婦女會遞交報名表以個人名義參賽的佳麗，需要先在11月6日出席在富麗華酒店由三個婦女會主持的選拔賽，獲選的6位優勝者將會獲授予「公民小姐」榮銜及獎品，並且取得入圍準決賽的資格，然後與由工商業機構及註冊社團提名的佳麗一同參加於11月17日在新都城夜總會舉行的準決賽，而在準決賽取得前八位名次的佳麗將晉級於1973年12月1日晚上在中環皇后像廣場舉行的決賽。香港節小姐競選決賽是中區露天嘉年華會的壓軸節目，當晚會場人群太多，擠得水泄不通，舞台需由警察圍繞，由於觀眾多到連出入舞台附近的範圍都有困難，需由協助維持秩序的民安隊隊員幫助部分觀眾跨過圍欄離開。
第三屆香港節小姐競選由雷夢娜奪得冠軍，她是冠南華禮服派出的代表，第二至第五名分別是亞軍蔡珍妮、季軍明維儀、殿軍蕭偉賢、第五名蕭麗麗，並由香港節執行委員會主席沙利士與胡法光、龍鳳笙夫人及李菁等嘉賓主持加冕及頒獎儀式。香港節花車巡遊匯演於12月2日晚上在彌敦道舉行，雷夢娜登上金銀證券交易所及金銀業貿易場以「萬寶源流」為主題的花車參加巡遊。12月23日《華僑日報》在灣仔修頓室內籃球場舉行聖誕聯歡會招待二千位「兒童天地」及「兒童周刊」的兒童讀者，雷夢娜與「公民小姐」蘇民玉、廖秀儀、賀佩芬一同出席，並由唐婉文擔任司儀，與兒童觀眾一起慶祝聖誕節及在聯歡會主持抽獎、頒獎活動。

### 同年舉辦的選美比賽
香港在1973年舉行了下列5個大型女性選美比賽，故此七三年被認為是香港的「選美年」：
- 東方之珠選美會主辦的「1973年香港小姐」在3月24日舉行決賽，冠軍狄波拉；[47]
- 無綫電視主辦的「無綫首屆香港小姐」在6月24日舉行決賽，冠軍孫泳恩；[48]
- 麗的電視主辦的「沙灘小姐」在8月10日舉行決賽[49]，冠軍林建明；[50]
- 東方之珠選美會主辦的「1974年香港小姐」（為遷就派出代表參加於1974年初舉行的「太平洋皇后競選」而提早在1973年舉行），於1973年9月15日舉行決賽，冠軍余莎莉；
- 香港政府牽頭並由麗的電視主辦的「第三屆香港節小姐」在12月1日舉行決賽，冠軍雷夢娜。[21]